# アルテ・ブリュッケ (フランクフルト・アム・マイン)
アルテ・ブリュッケ（独: Alte Brücke, 英: The Old Bridge）は、ドイツ連邦共和国ヘッセン州フランクフルト・アム・マインにある橋。アルテ橋とも表記される。

## 概要
鋼鉄製の橋であり、マイン川に架橋されている。橋の長さは 237.4 メートルであり、幅員は 19.5 メートルである。
この橋の最初の記録は、1222年にさかのぼる。この橋は19世紀まで、右岸のアルトシュタット地区と左岸のザクセンハウゼン地区とをつなぐ唯一の橋であった。
1338年までに、橋のザクセンハウゼン側に礼拝堂が設けられ、橋の両端に2本の塔が設置された。しかしながら、これらは、1342年に発生したマグダラのマリアの洪水で破壊された。
この橋は、1342年の洪水の他に、1306年の洪水や1414年の火災など、様々な災害に見舞われてきた。1912年から1926年にかけて再建工事が行われている。1965年にも再建工事が行われている。
上流には、近いものから順に、オーバーマインブリュッケ、フレーサー橋がある。下流には、近いものから順に、アイゼルナー橋、ウンターマイン橋、ホルバイン橋、フリーデンス橋がある。

## 周辺
橋の北側には、聖バルトロメウス大聖堂、フランクフルト歴史博物館、聖ニコライ教会（de:Alte Nikolaikirche）、ドム・レーマー駅、シルン美術館などがある。

橋の南側には、イコン博物館、ドイツ騎士団教会 などがある。橋が縦断しているマイン島 (ドイツ語: Maininsel) には、アートギャラリーがある。